# Gerra radiata
Gerra radiata is een vlinder uit de familie uilen (Noctuidae). De wetenschappelijke naam van de soort is voor het eerst geldig gepubliceerd in 2010 door Vitor Osmar Becker.

## Type
- holotype: "male, 11-22.XI.1995. leg. V.O. Becker en genitalia slide VOB no. 3644"
- instituut: Collectie V.O. Becker, Reserva Serra Bonita, Camacan, Bahia, Brazilië
- typelocatie: "Brazil, Bahia, Jequié, 600-750 m"[1]